# Pallacanestro Virtus Roma 1995-1996
Formazione della Pallacanestro Virtus Roma 1995-1996.
1995/96
| 4  | Italia (bandiera)      | Roberto Guerrini   |
| 5  | Italia (bandiera)      | Emiliano Busca     |
| 6  | Italia (bandiera)      | Emiliano Benini    |
| 7  | Italia (bandiera)      | Giovanni Sabbia    |
| 8  | Italia (bandiera)      | Alessandro Tonolli |
| 10 | Italia (bandiera)      | Donato Avenia      |
| 11 | Argentina (bandiera)   | Hugo Sconochini    |
| 12 | Stati Uniti (bandiera) | Steve Henson       |
| 13 | Italia (bandiera)      | Andrea Cessel      |
| 15 | Stati Uniti (bandiera) | Tod Murphy         |
|    | Stati Uniti (bandiera) | Marty Embry        |
|    | Italia (bandiera)      | Christian Mayer    |
|    | Stati Uniti (bandiera) | Gary Plummer       |
|    | Italia (bandiera)      | Alberto Vettorelli |

- Allenatore: Attilio Caja
- Presidente: Giorgio Corbelli